# السهافة (الطيال)

تعديل مصدري - تعديل

السهافة هي إحدى قرى عزلة بني جبر بمديرية الطيال التابعة لمحافظة صنعاء، بلغ تعداد سكانها 743 نسمة حسب تعداد اليمن لعام 2004.